# غوردون فوربس
غوردون فوربس (بالإنجليزية: Gordon Forbes)‏ مواليد 21 فبراير 1934 في الكاب، جنوب أفريقيا، هو لاعب كرة مضرب جنوب أفريقي. هو أحد أبطال الجراند سلام.

## بطولات حققها
- دورة رولان غاروس الدولية

## النهائيات

### الزوجي
الوصافة (1)
| السنة | البطولة          | الشريك    | المنافس في النهائي         | النتيجة       |
| 1963  | البطولة الفرنسية | آبي سيغال | روي إيمرسون مانويل سانتانا | 2–6, 4–6, 4–6 |

### الزوجي المختلط
الفوز (1)
| السنة | البطولة          | الشريك      | المنافس في النهائي    | النتيجة في النهائي |
| 1955  | البطولة الفرنسية | دارلين هارد | جيني ستالي لويس أيالا | 5–7, 6–1, 6–2      |

## روابط خارجية
- غوردون فوربس على موقع رابطة محترفي التنس (الإنجليزية)
- غوردون فوربس على موقع الاتحاد الدولي لكرة المضرب (الإنجليزية)
- غوردون فوربس على موقع كأس ديفيز (الإنجليزية)
- غوردون فوربس على موقع بطولة ويمبلدون (الإنجليزية)
- غوردون فوربس على موقع خلاصة التنس.كوم (الإنجليزية)